# Soemu Toyoda
Pour les articles homonymes, voir Toyoda.
Soemu Toyoda (豊田副武, Toyoda Soemu, 22 mai 1885 - 22 septembre 1957) est un amiral de la Marine impériale japonaise durant la Seconde Guerre mondiale.

## Biographie

### Les débuts
Toyoda est né dans ce qui fait maintenant partie de la ville de Kitsuki, dans la préfecture d'Ōita. Il sortit avec la 33e promotion de l'académie navale impériale du Japon en 1905, classé 26e parmi les 176 cadets. Il servit comme enseigne de vaisseau de deuxième classe à bord des croiseurs Hashidate (en) et Nisshin, et une fois enseigne de vaisseau de première classe, fut assigné au destroyer Asatsuyu.
Toyoda retourna à l'école, devenant un expert des torpilles et de l'artillerie navale. Devenu lieutenant de vaisseau en 1911, il sert alors sur le croiseur de bataille Kurama. Il sort en 1915 de l'École Navale avec les félicitations du jury, et est promu capitaine de corvette en 1917. De 1917 à 1919, il est l'aide de camp de l'amiral Yoshimasa Motomaro, puis est envoyé jusqu'en 1922 comme attaché naval au Royaume-Uni, période durant laquelle il devient capitaine de frégate.
À son retour au Japon, Toyoda devient commandant en second du croiseur Kuma. Il est promu capitaine de vaisseau en 1925, et reçoit son premier commandement : le croiseur Yura, en 1926. Quatre ans plus tard, il commande le Hyūga. En 1930, il accompagne l'amiral Isoroku Yamamoto à Londres pour prendre part aux discussions sur le Traité Naval régulant la guerre sous-marine et l'armement naval. Le 1er décembre 1931, il est promu contre-amiral.
De décembre 1931 à février 1933, Toyoda est le chef de la seconde section de l'État-major naval, et est promu vice-amiral le 15 novembre 1935.
De 1935 à 1937, Toyoda est directeur du Bureau des affaires navales, et le 20 octobre 1937, il devient commandant en chef de la 4e flotte. Il prendra ensuite le 15 novembre 1938 la tête de la 2e flotte. Ces deux flottes furent impliquées dans l'invasion de la Chine durant la seconde guerre sino-japonaise. De 1939 à 1941, il est directeur de la construction navale.

### Seconde Guerre mondiale
Devenu amiral le 18 septembre 1941, Toyoda était commandant en chef du district naval de Kure au moment de l'attaque de Pearl Harbor. Toyoda était contre la guerre avec les États-Unis, qu'il jugeait « impossible à gagner ».
Le 10 novembre 1942 Toyoda devient membre du Conseil suprême de la Guerre, où il fit, sans grand succès, de grands efforts pour augmenter le financement et la capacité des industries japonaises en faveur de l’aéronautique navale, contre l'avis de l’état-major général impérial, gagné à la cause de l'armée de terre. Le 21 avril 1943, Toyoda fut réassigné (ou en d'autres termes, démis de ses fonctions) au commandement du district naval de Yokosuka.
À la mort de l'amiral Mineichi Koga, Toyoda fut nommé commandant en chef de la Flotte combinée, le 3 mai 1944. En juin, il lance l'opération A-Gō pour la défense des îles Mariannes, mais au cours de la bataille de la mer des Philippines (19-20 juin 1944), dans ce que les marins américains ont qualifié de « Grand Tir aux dindons des Mariannes », la Flotte mobile, sous le commandement du vice-amiral Ozawa, perd l'essentiel de son aviation embarquée. Il conçoit l'opération Sho-Gō, pour la défense des Philippines, qui prévoit le sacrifice des derniers porte-avions opérationnels, au bénéfice d'une attaque massive des cuirassés, plan aussi hétérodoxe que risqué, qui aboutit à la défaite lors de la Bataille du golfe de Leyte. Mais l'amiral Toyoda était persuadé que les enjeux étaient tels pour l'empire du Japon que la sauvegarde des bâtiments de la marine impériale n'avait pas de sens en cas de défaite. Aussi a-t-il poursuivi une stratégie de défense agressive, comme l'opération Ten-Gō, c'est-à-dire la dernière sortie, sans espoir de retour, du Yamato. devant Okinawa, en mai 1945.
Le 29 mai 1945, l'amiral Toyoda succède à l'amiral Oikawa comme chef d'état-major général de la marine impériale japonaise jusqu'à la fin du conflit.
Toyoda participa à de nombreuses conférences impériales à propos de la capitulation japonaise. Le ministre de la Marine Mitsumasa Yonai espérait que Toyoda pourrait modérer l'avis du commandant en chef de l'armée de terre Yoshijirō Umezu, puisque tous deux venaient du même district, mais le 26 juillet, Toyoda rejoignit Umezu dans ses protestations à l'encontre de la déclaration de Potsdam, qui fixait les conditions de la capitulation japonaise. En accord avec Korechika Anami, Toyoda souhaitait la fin de la guerre mais insistait pour que le gouvernement ne l'accepte que moyennant quatre conditions : le désarmement des troupes par les autorités japonaises, le jugement des criminels par les autorités japonaises, l'absence de forces d'occupation sur le sol japonais et la préservation du régime impérial et de l'empereur.
Après les bombardements atomiques de Hiroshima et Nagasaki, la position de Toyoda devint encore plus stricte. Il arguait que les Japonais devaient défendre leurs terres jusqu'au dernier homme. Une fois la proposition de capitulation sous conditions japonaise rejetée par les États-Unis le 10 août 1945, l'Empereur Showa finit par ignorer les protestations de Toyoda, et donna l'ordre à son gouvernement de se soumettre à une capitulation impliquant uniquement la préservation de l'institution impériale.
Après la guerre, Toyoda fut interrogé par le contre-amiral Ralph A. Ofstie à Tokyo, le 14 novembre 1945. Il fut décrit comme « très intelligent et largement informé », et comme étant très critique à l'encontre du trop grand pouvoir politique que détenait l'armée au sein du gouvernement japonais. Il expliqua aussi que selon lui, la guerre avec la Chine aurait dû être abrégée, « même au prix de quelques sacrifices », pour que les forces et ressources puissent être redéployées sur le théâtre Pacifique.
Toyoda fut arrêté par les autorités du commandant suprême des forces alliées, retenu dans la prison de Sugamo, et jugé pour crimes de guerre. Durant le procès de Tokyo, en octobre 1948, Toyoda fut le seul des accusés à être innocenté.
Toyoda publia ses mémoires en 1950, et mourut en 1957 d'une crise cardiaque, à 73 ans.